# Bergtjärnarna, Dalarna
Bergtjärnarna är en sjö i Leksands kommun i Dalarna och ingår i Dalälvens huvudavrinningsområde.